# 科學思想出版社
科學思想（羅馬化：Naukova Dumka）是成立于乌克兰基輔的出版社。
出版社由乌克兰国家科学院于1922年建立，这在很大程度上归功于著名的乌克兰语言学和东方研究學家阿哈坦海爾·克雷姆斯基的努力。此出版社是前苏联最古老的科学和学术出版社之一，1964年更名为“科學思想”。在此之前，它只是乌克兰国家科学院的官方出版商。蘇聯解體後，该社继续在乌克兰發展业务，主要出版詞典以及科学和历史著作。